# Миндрул, Василий Николаевич
Василий Николаевич Миндрул (01.01.1916—1978) — советский горный инженер, директор Киргизского горнорудного комбината (КГРК) (1964—1978).

## Биография
Родился в с. Гришновицы Киевской губернии.
Окончил горный факультет Казахского горно-металлургического института (Алма-Ата) по специальности «горный инженер».
Специалист в области отработки рудных месторождений и организации производства.
- 1939—1941 инженер по горным работам, начальник участка на предприятиях треста «Якутолово»;
- 1941—1953 начальник участка, начальник производственного отдела, ответственный секретарь партийной комиссии, главный инженер рудника, главный инженер Янского горно-промышленного управления Дальстроя МВД СССР;
- 1953—1957 главный инженер, директор комбината «Синанчаолово», директор Приморского рудоуправления комбината Министерства цветной металлургии СССР.

В урановой промышленности в системе Министерства среднего машиностроения СССР:
- 1957—1959 начальник рудоуправления в ЧССР,
- 1959—1963 начальник предприятия в Таджикистане и Узбекистане (Ленинабадский горно-химический комбинат, Рудоуправление №3 (Предприятие 24 ЛГХК), пос. Красногорск Ташкентской области на базе уранового месторождения «Чаули»).

Главный инженер (1963—1964), директор (1964—1978) Киргизского горнорудного комбината (г. Фрунзе) (до 1967 г. комбинат № 11 МСМ. Имел наименование «Фрунзе-33»). В период его руководства освоено еще 8 новых месторождений в Киргизии и Казахстане (в т. ч. в 1966 г. — Бота-Бурум). Работали горно-добывающие предприятия: по урановым рудам: пос. Ак-Тюз (пос. Бордунский), пос. Мин-Куш Нарынской обл. (одновременно с добычей лигнита), пос. Тюя-Муюн Ошской обл. (урано-ванадиевые руды), пос. Кызыл-Джар Ошской обл. (одновременно с добычей золота), пос. Каджи-Сай Иссык-Кульской обл., пос. Сумсар Таласской обл., пос. Аксуек Джамбулской обл., пос. Мирный Джамбулской обл., пос. Степной Джамбулской обл., пос. Таукент Чимкентской обл., пос. Курдай Джамбулской обл., г. Кара-Балта.
Геологоразведочные работы комбината позволили значительно расширить границы Бота-Бурумского ураномолибденового месторождения, выявить новые рудные залежи. Это дало возможность построить и в 1966 году ввести в эксплуатацию  подземный рудник производительностью 350 тыс. т в год, а позднее её увеличить до 500 тыс. т руды в год. 
Депутат Верховного совета Киргизской ССР 9-го созыва.
Член КПСС с 1942 г. Делегат XVI съезда КП Киргизии (1976), на котором был избран кандидатом в члены ЦК.
Награждён двумя орденами Ленина и медалями.